# Чиліпа
Чилі́па (англ. Chilipa) — традиційна громада у складі дистрикту Мангочі Південного регіону Малаві.
Населення — 36280 осіб (2018).